# Rhopalopsole gutianensis
Rhopalopsole gutianensis är en bäcksländeart som beskrevs av Yang, D. och C. Yang 1995. Rhopalopsole gutianensis ingår i släktet Rhopalopsole och familjen smalbäcksländor. Inga underarter finns listade i Catalogue of Life.